# Coitus reservatus
Coitus reservatus (latin: "återhållsamt samlag") är en sexuell term och form av samlag där en man håller tillbaka sin orgasm, och därmed sin ejakulation (observera dock att vissa män kan nå orgasm utan att ejakulera), för att hålla sig på platåfasen så länge som möjligt utan att få sädesuttömning. Avsikten kan dels vara att förlänga och fördjupa bådas sexuella njutning, dels att förhindra att samlaget avslutas i förtid med mannens orgasm innan kvinnan har fått orgasm. 

## Innebörd
Begreppet coitus reservatus innebär att mannen sparar sin säd i allmänhet. Han endast tömmer sig vid enstaka samlag (då kroppens behov av en uttömning känns aktuellt) och sällan genom onani. Mannens uttömning kan under själva samlaget kontrolleras och hållas tillbaka med hjälp av en mängd olika tekniker. Med coitus reservatus avses den medvetna akten att avstå från ejakulationen och bör skiljas från mäns förmåga att uppnå orgasm utan att ejakulera (mångorgasmisk förmåga).
Erfarna män som tillämpar coitus reservatus kan ofta uppnå orgasm utan att behöva ejakulera och ejakulerar därmed vanligtvis inte under samlaget. Samlaget kan avslutas med en eventuell ejakulation om mannen vill det, samtidigt med att kvinnan får orgasm eller efter att hon får orgasm. 

## Tillämpning
Metoden att avstå från ejakulation inne i kvinnans slida anses kunna användas som en preventivmetod, coitus interruptus, alltså att mannen efter kvinnans orgasm drar ut sin penis ur hennes slida om han vill ejakulera. Det är dock inte alls någon säker metod.

## Kuriosa
Inom den kinesiska taoismen lär man ut att mannen bör avstå från ejakulationen för att öka sitt eget välbefinnande och för att kunna ge kvinnan längre njutning. Den traditionella taoismen menade att en man endast bör ejakulera med långa mellanrum. För en femtioårig man kan det vara lämpligt med en gång i månaden och för en sextioårig man aldrig eller bara några gånger per år.